# Der Hund (Turgenew)

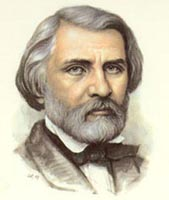
Iwan Turgenew im Jahr 1859

Der Hund (russisch Собака, Sobaka) ist eine phantastische Novelle des russischen Schriftstellers Iwan Turgenew, die im April 1864 entstand und am 31. März 1866 in der Sankt Petersburger Zeitung erschien.
Gebildete Petersburger Herren eruieren im Gespräch die Frage nach der Rolle des Logos, falls eine Existenz des Übernatürlichen neben dem Walten der Naturgesetze zugelassen werden würde.

## Drei Hunde
Im Text kommen drei Hunde vor; zwei natürliche und – da ein Werk der Phantastik vorliegt – der titelgebende übernatürliche Hund. Einer der wirklichen Hunde ist ein junger brauner Jagdhund mit weißer Schnauze und braunen Vorderpfoten. Das Tier heißt Tresor und rettet seinem Herrn, dem verarmten Gutsbesitzer Porfiri Kapitonytsch aus dem Landkreis Koselsk im Gouvernement Kaluga, das Leben. Der Edelmann und Offizier Porfiri wird nämlich von dem zweiten wirklichen Tier, einem riesengroßen roten Hund mit blutunterlaufenen Augen, angefallen. Der tollwütige Rote will Porfiri an die Kehle, doch Tresor geht im letzten Moment dazwischen. Von dem dritten Hund, dem übernatürlichen, ist unten die Rede.

## Überblick
Porfiri, der sich in Petersburg einen Posten im öffentlichen Dienst ergattert hat, erzählt einigen dortigen, staunenden, honorigen Herren, wie er vor etwa sechs Jahren auf den Hund kam: Wo auch der Spieler Porfiri nächtigte – in einer Wohnung, in einem Hotel oder sonst wo – in seinem jeweiligen Schlafzimmer machte ein imaginärer Hund unüberhörbare Geräusche, sobald das Licht verlöscht wurde. Suchte in dem Fall irgendeine Person mit angezündeter Kerze unterm Bett oder irgendwo im Zimmer nach einem Hund, dann war stets keiner da. Porfiri wurde die übernatürliche Erscheinung, die sich wochenlang Nacht für Nacht wiederholte, auf den Rat des alten Beljower Sektierers Sergej Prochorowitsch Perwuschin hin los: Porfiri schaffte sich Tresor an.
Bald nachdem Tresor seinem Herrn das Leben gerettet hatte, wurde das Jungtier von „dem Verdammten“ totgebissen. Das sollte dem Tollwütigen schlecht bekommen. Ein Soldat aus der Garnison erschoss ihn. Kurios: Das war der erste Treffer des Soldaten gewesen. Der Soldat war nach seiner Teilnahme am Zwölfer Feldzug dekoriert worden, obwohl er dort im Gefecht nicht getroffen hatte.

## Deutschsprachige Ausgaben
Verwendete Ausgabe:
- Der Hund, S. 263–285 in: Iwan Turgenew: Gesammelte Werke. Bd. 5. Novellen. Herausgegeben und aus dem Russischen übertragen von Johannes von Guenther. 365 Seiten Aufbau-Verlag, Berlin 1952.

## Sekundärliteratur
- Reinhold Trautmann: Zu Form und Gehalt der Novellen Turgenjews. 96 Seiten. Verlag S. Hirzel, Leipzig 1943 in:     Abhandlungen der Sächsischen Akademie der Wissenschaften zu Leipzig, Philologisch-Historische Klasse. Bd. 44, Nr. 3